# Affyringsstyresystem
Et affyringsstyresystem er et antal komponenter, der arbejder sammen, normalt en kanondata-computer, en prædiktor og radar, som er designet til assistere et våbensystem i at ramme sit mål. Det udfører samme opgave som en menneskelig artillerist, men forsøger at være hurtigere og mere præcis.